# Mr. Monk's Last Case: A Monk Movie
Mr. Monk's Last Case: A Monk Movie es una película estadounidense de 2023 dirigida por Randy Zisk. Es una secuela de la serie de televisión Monk y fue escrita por el creador del seriado, Andy Breckman. Tony Shalhoub, Traylor Howard, Jason Gray-Stanford y Ted Levine retomaron sus papeles como los personajes principales, mientras que los actores recurrentes Melora Hardin y Héctor Elizondo también aparecieron. Ambientada doce años después del final de la serie, la película sigue a Adrian Monk, un detective privado con trastorno obsesivo-compulsivo y múltiples fobias, que sale de su retiro y se reúne con sus amigos para resolver un caso relacionado con su hijastra.
La película se estrenó en la plataforma Peacock el 8 de diciembre de 2023 y recibió críticas positivas.

## Sinopsis
Los hábitos obsesivo-compulsivos del detective privado Adrian Monk, que remitieron tras resolver el asesinato de su esposa Trudy, se reavivan a causa de la pandemia de COVID-19. Tras perder el contrato de un libro sobre su carrera, Monk empieza a plantearse acabar con su propia vida. Se reúne con su antigua ayudante Natalie Teeger, que ahora se ha vuelto a casar y vive en Atlanta, y con Randy Disher, ahora jefe de policía de Summit, casado con Sharona Fleming y futuro padre de un bebé junto a ella, para asistir a la boda de su hijastra Molly con el periodista Griffin Briggs. No obstante, Griffin muere en un extraño accidente tras acusar al multimillonario Rick Eden de asesinar a su socio. Aunque lleva años retirado, Monk debe volver a su antigua profesión a petición de su hijastra para ayudar a resolver la misteriosa muerte de Griffin.

## Reparto
- Tony Shalhoub es Adrian Monk
- Traylor Howard es Natalie Teeger
- Jason Gray-Stanford es Randy Disher
- Melora Hardin es Trudy Monk
- Héctor Elizondo es Neven Bell
- Ted Levine es Leland Stottlemeyer
- James Purefoy es Rick Eden
- Emma Ishta es Gayle Eden
- Caitlin McGee es Molly Evans
- Austin Scott es Griffin Briggs
- Brooke Adams es Beth
- Richard Kind es el funerario

## Recepción
En Rotten Tomatoes, el 95% de las 22 reseñas de los críticos son positivas, con una nota media de 7,1/10. El consenso de la web afirma: «Recuperando gran parte de lo que hizo grande a la serie sin caer en la nostalgia vacía, Mr. Monk's Last Case resuelve el misterio de cómo lograr un revival satisfactorio». Metacritic asignó a la película una puntuación de 65 sobre 100, basada en 6 críticas, lo que indica reseñas «generalmente favorables».
Robert Lloyd, de Los Angeles Times, calificó la película como una «versión más larga de lo necesario» del programa de televisión, aunque afirmó que «es divertida cuando se lo propone». Kelly Lawler, de USA Today, la describió como «una reunión dulce como un pastel (pero no demasiado dulce) que capta el tono y el espíritu de la serie original, pero también se siente adecuada para 2023».